# 동부산 나들목
동부산 나들목(E.Busan IC)은 부산광역시 기장군 기장읍 내리에 설치된 동해고속도로의 1-1번 교차로이다. 동해고속도로의 기점은 이 나들목에서 부산 방향으로 4.50 km 떨어진 지점에 위치해 있다. 나들목 진출입로는 기장읍 당사리와 접하고 있으며, 부산광역시도 제2302호선인 동부산관광로와 연결되어 있다. 부산광역시도 제23호선인 기장대로에 고가도로가 설치되어 있어 진출입할 수 없다. 동부산관광단지를 위해 신설된 나들목이며 2010년에 착공하여 2016년 4월 1일에 개통하였다. 통행료는 포항 방향에서 이 나들목으로 진출하거나 이 나들목에서 부산 방향으로 진입할 경우 고속도로 기본 통행료인 1,000원, 부산 방향에서 이 나들목까지 이용할 경우 해운대송정 요금소에서 동해고속도로 부산 ~ 포항 구간의 전 구간 요금을 징수하며, 직진 시 동해고속도로의 기점을 통해 부산 시내(해운대구 일대)로 갈 수 있고, 이 나들목으로 진출 시 요금소의 맨 첫 번째 차로를 이용하여 동부산관광단지로 갈 수 있다. 특히 포항 방향으로 진입할 경우 요금소의 가장 바깥 차로를 이용한다.

## 연혁
- 2016년 4월 1일 : 나들목 개통과 함께 영업 개시[2]

## 구조물 정보
- 위치: 부산광역시 기장군 기장읍 내리
- 영업소: 부산광역시 기장군 기장읍 소정길 13

## 접속하는 도로
- 부산광역시도 제2302호선 (동부산관광로)

## 교통량 정보
| 요금소          | 통행량 (대/일) | 통행량 (대/일) | 통행량 (대/일) | 통행량 (대/일) | 통행량 (대/일) | 통행량 (대/일) | 통행량 (대/일) | 통행량 (대/일) | 통행량 (대/일) | 각주  |
| 요금소          | 2008년         | 2009년         | 2010년         | 2011년         | 2012년         | 2013년         | 2014년         | 2015년         | 2016년         | 각주  |
| --------------- | -------------- | -------------- | -------------- | -------------- | -------------- | -------------- | -------------- | -------------- | -------------- | ----- |
| 동부산 (개방식) | 미개통         | 미개통         | 미개통         | 미개통         | 미개통         | 미개통         | 미개통         | 미개통         |                | [ 3 ] |